# Taimering
Taimering ist ein Gemeindeteil und eine Gemarkung der Gemeinde Riekofen im Landkreis Regensburg (Oberpfalz, Bayern).

## Geographie
Das Kirchdorf liegt etwa 3 km westlich von Riekofen und 5 km südlich der Pfatterer Au.

## Geschichte
Der Name Taimering wurde, obwohl das Dorf wesentlich älter ist, erstmals im 14. Jahrhundert erwähnt. Die katholische Kirche St. Margareta in Taimering wurde 1884 erbaut.
Im Jahre 1858 bekam Taimering auch einen Bahnanschluss durch den Bau der Strecke Regensburg – Straubing, der Haltepunkt wurde 1988 allerdings eingestellt. 
Die Gemeinde Taimering entstand mit dem bayerischen Gemeindeedikt von 1818. Sie umfasste folgende Orte:
- Taimering (Kirchdorf)
- Amhof (Einöde)